# 約瑟夫·巴伯拉
约瑟夫·罗兰·“乔”·巴伯拉（英語：Joseph Roland "Joe" Barbera，1911年3月24日—2006年12月18日）是美国动画师、导演、制片人、分镜画师兼卡通画师，他创作的电影和电视动画角色曾在20世纪大部分时间里娱乐全世界数以亿计的观众。
巴伯拉青年时在纽约上大学并开始打工，高中时就当过送货员，还一度在银行工作。1932年进入凡伯伦制片厂后，他又于1936年加入特里动画制片厂。1937年，巴伯拉移居加利福尼亚州，在米高梅工作期间结识威廉·汉纳。两人开始长达60余年的合作，很快就因制作《猫和老鼠》和真人与动画角色共同演出的电影打响名气。米高梅解散动画部门后，巴伯拉和汉纳于1957年共同创立汉纳巴伯拉动画，成为业界最成功的电视动画制片商，推出的动画片包括《摩登原始人》、《瑜伽熊秀》、《史酷比》、《无敌神猫》、《蓝精灵》、《哈克狗》和《杰森一家》。1967年，塔夫脱广播公司以1200万美元价格收购汉纳巴伯拉动画，但两名创始人继续担任公司首脑，直至1991年塔夫脱广播又将他们的公司转卖给透纳广播公司时止。1996年，透纳广播公司同华纳兄弟母公司时代华纳合并，巴伯拉和汉纳此后继续在新公司担任顾问。
巴伯拉和汉纳先后七次获奥斯卡金像奖，八次获艾美奖。他们的动画片已成为文化符号，创作的动画角色也出现在包括电影、书籍和玩具在内的多种媒体或商品上。汉纳巴伯拉动画的节目在20世纪60年代达到鼎盛，在全世界拥有超过三亿观众，并且已被翻译成20多种语言。

## 家庭背景和私生活
1911年3月24日，约瑟夫·巴伯拉在纽约曼哈顿下东城小意大利的地兰西街十号出生，他的父亲文森特·巴伯拉（Vincent Barbera）是移民意大利的黎巴嫩人，母亲弗朗西斯卡·卡尔瓦嘉（Francesca Calvacca）生于意大利西西里大区阿格里真托省的夏卡。约瑟夫从小在意大利语环境中长大，:17–18, 58, 128, 208一家人在他四个月大时移居纽约布鲁克林区的弗拉特布什（Flatbush）:17–18, 58。约瑟夫的两个弟弟拉里（Larry）和泰德（Ted）都曾参与第二次世界大战，拉里曾跟随美国陆军投身西西里岛战役，泰德则是美国陆军航空军的战斗机飞行员，曾参与阿留申群岛战役:91–95。约瑟夫的父亲文森特本来拥有三间理发店，家境非常富裕，但由于他沉迷赌博，财富逐渐挥霍一空:19。文森特之后在长子15岁那年抛妻弃子，约瑟夫心中的父亲形象逐渐由舅舅吉姆（Jim）取代:22–24。
巴伯拉早在上一年级时就表现出绘图天赋:25–26。1928年，他从布鲁克林区的伊拉兹马斯霍尔高中毕业:23。巴伯拉高中时还曾多次赢得拳击赛冠军，世界轻量级拳击冠军阿尔·辛格（Al Singer）的经纪人一度成为他的经纪人，但巴伯拉很快就对拳击失去兴趣:30–32。1935年，巴伯拉同高中女友多萝西·厄尔（Dorothy Earl）成婚，两人一度被称为“罗密欧与朱丽叶”:28。
巴伯拉前往加利福尼亚州期间曾与夫人短暂分居，之后两人再度聚首时感情依然疏远，只是这次多萝西在两人打算再度分开时怀上身孕，所以他们又重新走到一起。巴伯拉和多萝西共有四个孩子，其中两个女儿分别叫林恩（Lynn）和杰恩（Jayne），两个儿子一个叫尼尔（Neal），另一个出生仅两天就夭折了。1963年，巴伯拉和多萝西正式离婚:58, 61, 66, 90, 129。离婚后不久，巴伯拉在好莱坞大道一家餐馆认识记账员兼收银员希拉·霍尔登（Sheila Holden），之后两人结婚。与只想同孩子们一起待在家里的多萝西不同，席拉很喜欢巴伯拉经常要参与的好莱坞社交活动:137–139, 147。

## 事业

### 早年
巴伯拉上高中时当过裁缝的送货员:28。大萧条期间，他曾到《纽约热点杂志》（The NY Hits Magazine）应聘漫画师，但未获聘用。为了养活自己，巴伯拉在银行工作，在此期间继续追寻出版漫画的梦想。接下来，他的单幅漫画作品（非连环漫画）开始在《红皮书》杂志（Redbook）、《周六晚间邮报》（Saturday Evening Post）和《科利尔》（Collier's）杂志出版，并以同《科利尔》杂志的合作最为成功。:35–36巴伯拉还给沃尔特·迪斯尼去信，请求对方给出一些如何在动画行业起步的建议:105。迪斯尼在回信中称，会在不久后前往纽约时打电话给巴伯拉，但后者始终没有接到这通电话:38。
巴伯拉在纽约艺术学生联盟和普瑞特艺术学院学习美术课程，然后获聘在弗莱舍制片厂的油墨和涂料部门工作。1932年，他成为凡伯伦制片厂的动画师兼分镜画师，:38–42先后参与制作动画片《寇比熊》（Cubby Bear）、《彩虹游行》（Rainbow Parades）以及《汤姆和杰瑞》（Tom and Jerry）。其中《汤姆和杰瑞》的两个主人翁都是人类，同巴伯拉之后制作的《猫和老鼠》（英语原名与《汤姆和杰瑞》相同）没有关联。1936年凡伯伦制片厂倒闭后，巴伯拉又进入保罗·特里的特里动画制片厂工作。:53–54

1935年，巴伯拉独立完成的第一个分镜人物“袋鼠席科”（Ciko the Kangaroo）面世。分镜情节主要讲述席科同角色“脏狗”（Dirty Dog）展开飞机飞行比赛，但特里无意将之制作成动画片。巴伯拉之后在自传中表示：
“坦白讲，我一点儿也不感到失望。我已经向自己证明，我能够完成分镜，还在展示过程中获得经验。单就这个时候来说，这已经足够了。”
他绘制的原版分镜此后由家人保存下来，最终于2013年11月拍卖。

### 电影
面对大幅加薪的诱惑，巴伯拉于1937年离开特里动画和纽约，前往加利福尼亚州加入新成立的米高梅动画部:58–59:106。抵达洛杉矶后，他发现这里也像布鲁克林一样受到大萧条的沉重打击，差点就因此返回布鲁克林:201。
巴伯拉的办公桌对面坐的是威廉·汉纳，两人很快意识到他们能够成为好搭档:Foreword。到1939年时，两人已经达成密切的合作伙伴关系，这份关系之后还要持续60余年。与巴伯拉和汉纳合作的动画师特克斯·艾弗里（Tex Avery）曾为华纳兄弟创作过达菲鸭和宾尼兔，还曾为米高梅执导动画片《德鲁比》:33:18。
1940年，巴伯拉和汉纳共同导演《甜蜜的家》（Puss Gets the Boot），该片之后获得奥斯卡最佳动画短片奖提名。米高梅希望确保出品的动画片多元化，所以《甜蜜的家》虽然获得成功，但巴伯拉和汉纳的上级主管弗雷德·昆比（Fred Quimby）还是觉得这类动画片已经足够，不想再继续发掘猫和老鼠的主题:75–76。巴伯拉和汉纳对《甜蜜的家》大获成功颇感意外，两人决定不顾昆比的抵制意见:45，继续在猫和老鼠的道路上走下去。不过，汉纳此时希望能再度同他觉得非常忠诚的鲁道夫·艾森（Rudolph Ising）合作。巴伯拉与汉纳接下来同昆比面谈，昆比发现艾森实际上从未参与制作《甜蜜的家》，但却是影片唯一的制片人。面对这样的局面，昆比同意巴伯拉和汉纳继续追寻猫和老鼠的构想，三人职业生涯中最富盛名的《猫和老鼠》由此诞生。:78–79
《猫和老鼠》系列动画片的主要角色同《甜蜜的家》基本相同，主要剧情大多是名叫杰瑞（Jerry）的家鼠反复不断地愚弄猫对头汤姆（Tom）。据汉纳回忆，两人选择猫和老鼠的主题主要是因为在已经确定需要两个角色，配合戏剧冲突、追逐和动作的情况下，猫追老鼠这样的基本情节看起来既合理又自然。经过微调，汤姆和杰瑞于1941年经《午夜点心》（The Midnight Snack）亮相:46。接下来17年间，巴伯拉和汉纳全身心投入《猫和老鼠》的创作，制作出114部大受欢迎的动画短片。第二次世界大战爆发后，两人还制作过多部动画培训电影:92–93。《猫和老鼠》主要依靠动作而非对白推进剧情，虽然人气甚高，但也有批评称这些动画片过分暴力:42:134。尽管如此，《猫和老鼠》的第11部短片、1943年上映的《扬基都德鼠》（The Yankee Doodle Mouse）还是为该系列赢得首座奥斯卡奖。最终《猫和老鼠》共有14次提名奥斯卡奖，七次胜出，比其它角色统一的系列动画电影都多。汤姆和杰瑞还在米高梅的多部真人电影中亮相，例如在1945年的《起锚》（Anchors Aweigh）和1956年的《心声幻影》（Invitation to the Dance）中同吉恩·凯利共舞，又在1953年的《湿身危险》（Dangerous When Wet）里与埃丝特·威廉斯（Esther Williams）一起游泳。
制作动画片之余，巴伯拉还同《猫和老鼠》的布局画师哈维·艾森伯格（Harvey Eisenberg）在夜间赶工经营出版漫画书籍的迪尔菲尔德出版社。1946至1951年间，迪尔菲尔德出版社出版的作品包括《“红”兔漫画》（"Red" Rabbit Comics）、《狡猾的费根》（Foxy Fagan）和《朱尼舞会》（Junie Prom）等。虽然昆比曾谴责艾森独占制作《猫和老鼠》荣誉的行径，但他的做法并没有什么两样。每次他都是独自一人接过奥斯卡小金人，从未邀请巴伯拉或汉纳上台，而且动画片发行时的字幕也显示昆比是唯一的制片人:83–84。昆比还曾承诺给巴伯拉加薪，但却推迟六个月才落实:82。1955年下半年昆比退休后，巴伯拉和汉纳开始执掌米高梅的动画部门。面对电视的激烈竞赛，米高梅制作的动画片收益开始减少，公司很快意识到重新发行过去的老动画利润要远超制作新作品:2–3, 109。1957年，米高梅下令巴伯拉和汉纳下属的业务主管关闭动画部门，并直接用电话通知所有职员下岗:2–3, 109。巴伯拉和汉纳都对这毫无征兆的闭幕百思不得其解，毕竟《猫和老鼠》一直都非常成功。

### 电视
1957年，巴伯拉再度同汉纳合作，面向电视和影院制作动画。如同之前在米高梅的合作一样，两人分工明确，各施所长，巴伯拉善于绘制草图、创作剧情并插入各种笑料，汉纳则在确定时机、故事架构上颇具天赋，能够招募业内顶尖的画师。重大经营决策由两人共同决定，不过公司总裁的头衔则由两人轮流出任，每年一换。:120:77, 146他们经抛硬币决定汉纳有为新公司命名的优先权:Foreword，起初起名“企业”（和分别是两人的名字首字母缩写），但很快就更名汉纳－巴伯拉制片。巴伯拉与汉纳之前在米高梅的同事乔治·希德尼（George Sidney）（《起锚》的导演）成为新公司的业务经理和第三位合伙人，在他的推动下，汉纳－巴伯拉制片同哥倫比亞電影公司分管电视业务的银幕宝石子公司达成分销和经营资本协议，哥伦比亚电影公司还买下汉纳－巴伯拉制片的部分所有权:81–83。
新公司接到的第一单生意是《拉夫和莱迪》（The Ruff & Reddy Show），讲述狗和猫之间的友谊。虽然首部影院动画《君子狼》（Loopy De Loop）反响冷淡，但公司很快就凭大获成功的电视动画《哈克狗》（The Huckleberry Hound Show）和《瑜伽熊秀》在业界站稳脚跟。1960年的调查结果表明，《哈克狗》有半数观众是成年人。打响名气后，汉纳－巴伯拉制片开始制作新动画系列剧《摩登原始人》。该剧是情景喜剧《蜜月期》（The Honeymooners）的戏仿作品，围绕石器时代的某个典型家庭展开，剧中不但有各种家用电器和会说话的动物，还有名流客串出镜。《摩登原始人》是美国电视史上第一部大获成功的黄金时段动画节目，观众群囊括成年人和儿童。剧中男主人翁弗雷德招牌式的感叹句“呀吧嗒吧嘟”（yabba dabba doo）很快就成为人们日常生活的组成部分，汉纳－巴伯拉制片也因此坐上电视动画界的头把交椅。公司之后推出《杰森一家》，该剧是《摩登原始人》的太空时代版本。两部动画片都曾在20世纪70和80年代重播，但《摩登原始人》的人气远超《杰森一家》。
20世纪60年代后期，汉纳－巴伯拉制片已成为业界最成功的电视动画制片商，制作出三千余部长约半小时的电视动画节目。他们制作的动画片连续剧有上百部，其中包括《快枪麦克劳》（The Quick Draw McGraw Show）、《无敌神猫》、《乔尼大冒险》（Jonny Quest）、《紫金刚》（The Magilla Gorilla Show）、《原子蚂蚁》（The Atom Ant）、《松鼠特务》、《史酷比》、《超级英雄战队》（Super Friends）和《蓝精灵》。公司还曾把《爱丽丝梦游仙境》、《杰克与豌豆》和《大鼻子情圣》（Cyrano de Bergerac）改编成动画特别节目，并制作过动画长片《夏洛特的网》和《黑迪之歌》（Heidi's Song）:228–230。
20世纪60年代，汉纳巴伯拉制片出品的动画片虽然得到观众认可，但却不得业内艺术家待见。电视动画的制作预算总是赶不上影院发行的动画作品，这种经济现实导致许多动画制片商在20世纪50至60年代倒闭，大量业内人士失业。汉纳巴伯拉制片在开发有限动画技术领域发挥出至关重要的作用:75:54，这类技术手段可以有效降低电视动画成本，但也经常会导致画面品质降低。巴伯拉和汉纳在制作《猫和老鼠》早期节目时就已有同这类技术打交道的第一手经验:74, 115。为了减少每一集的成本，节目内容通常会展现更多角色对白，动画细节因此缩减。一集长七分钟动画片所需要的画面数量从1万4000张大幅削减至约2000张，公司还采用多种创新技术，例如快速变幻背景图案，以达到提升画面观赏效果的目的。评论界批评此举导致生动细腻的动画蜕变成二维动画角色的重复动作，对此巴伯拉一度表示，如果不通过这种手段适应电视动画的预算要求，他们就只能改行:75:54。虽然新画面风格受到业内批评，但这并不妨碍汉纳巴伯拉制片出品的动画片获得成功，公司得以继续生存，许多人因此没有遭受失业的命运。有限动画之后成为电视动画的标准制作手段，为《辛普森一家》、《海绵宝宝》和《南方公园》等动画片的发展铺平道路。
1966年12月，塔夫脱广播公司以1200万美元价格收购汉纳巴伯拉动画:162, 235–236，巴伯拉和汉纳继续担任公司首脑直至1991年:16:151。同年，塔夫脱广播将汉纳巴伯拉动画转卖给透纳广播公司，成交价格估计达3.2亿美元。1992年，新开播的动画有线电视频道开始播映汉纳巴伯拉动画的作品，到了20世纪90年代中期，汉纳巴伯拉动画已为该频道创作出多个原创动画系列，其中包括《德克斯特的实验室》和《飞天小女警》。1996年，透纳广播公司与华纳兄弟母公司时代华纳合并，汉纳巴伯拉动画最终并入华纳兄弟动画公司。
巴伯拉和汉纳继续在新公司担任顾问，并一起定期制作新节目，其中包括多部《动画秀》短片，还有1994年上映的《摩登原始人》电影版《摩登原始人之摔跤赛攻击波》（The Flintstones）和2002年发行的《史酷比》。此外，巴伯拉还曾在2000年制作的《猫和老鼠：宅猫》（The Mansion Cat）中为房主配音。
2001年3月汉纳因咽喉癌去世后，汉纳巴伯拉动画终于并入华纳兄弟动画公司，原本为卡通频道制作原创动画系列剧的部门分拆成卡通网络工作室。巴伯拉成为华纳兄弟的执行制片人，继续活跃在动画制作舞台上，除制作录影带首映的动画片外，还有多部电视动画节目，如《史酷比新鲜事》（What's New, Scooby-Doo?）和《汤姆杰利小故事》等。2005年，《猫和老鼠》凭《空手道保镖》（The Karate Guard）回归大银幕，巴伯拉是该片的编剧、并与他人共同完成分镜、导演和制片工作他参与的最后一个动画项目是《猫和老鼠：胡桃夹子的传奇》（Tom and Jerry: A Nutcracker Tale），该片于2007年经录影带首映发行。

## 辞世
2006年12月18日，已是95岁高龄的约瑟夫·巴伯拉在位于洛杉矶的家里寿终正寝，为70年的动画制作生涯划上句点。巴伯拉去世时有夫人希拉陪在身边，身后还留下两个孙辈和五个曾孙辈。他和首位夫人多萝西生下的三个孩子也都在世，其中杰恩还曾在汉纳巴伯拉动画工作:105–107。巴伯拉的遗体葬在格伦代尔森林草坪纪念公园的私人墓地。

## 影响
巴伯拉和汉纳制作的大部分动画片都围绕友谊或合作伙伴关系展开，《猫和老鼠》中的汤姆和杰瑞、《摩登原始人》里的弗雷德和巴尼，《史酷比》中的史酷比和主人夏奇、《杰森一家》众家庭成员，以及《瑜伽熊秀》中的瑜伽熊和波波等都是明证，这可能正是巴伯拉和汉纳60多年友谊与合作的缩影:214。工作上，两人优势互补，但他们生活中的社交圈截然不同。汉纳的大部分私人好友也是动画师，巴伯拉则大多同好莱坞名流来往，莎莎·嘉宝就是他府上常客:52–53, 137–139, 147, 222–224。他们的分工互为补充，但汉纳中意户外运动，巴伯拉则喜欢海滩、美食和好酒，所以两人工作以外的交流很少:120–121。尽管如此，两人在制作超过2000个动画角色的长年合作中极少出现争执。巴伯拉对此表示：“我们完全理解对方，而且非常尊重对方的工作。”汉纳还曾称赞巴伯拉在单张素描中捕捉情绪和表达情感的能力无人能及。
巴伯拉和汉纳是最早意识到电视业巨大潜力的动画师之一。伦纳德·马尔丁（Leonard Maltin）认为，巴伯拉和汉纳年复一年地采用同样角色，制作模式也基本保持不变，但却一直能够创作出卓越的动画片，这样的纪录至今无人能及。“他们的角色不但是动画超级巨星，而且业已成为美国流行文化中非常受青睐的组成部分。”另有多份评论认为，两人是沃尔特·迪斯尼在动画业界仅有的对手。
巴伯拉和汉纳对电视动画有深远影响:16，两人创作的动画片经常入选“最佳”之列。他们创作的许多角色还在电影、书籍和玩具等传播媒体上亮相。两人的节目在20世纪60年代就拥有超过三亿观众，至今已被翻译成20多种语言。除动画外，巴伯拉和汉纳作品中的音乐也颇受好评，1946年推出的《猫的协奏曲》（The Cat Concerto）和1952年播映的《老鼠约翰》（Johann Mouse）很大程度上就是因为其中对古典音乐的应用而被誉为“动画片的大师之作”:34:133。
巴伯拉和汉纳共计七次获奥斯卡金像奖，八次获艾美奖，其中《哈克狗》于1960年成为第一部获艾美奖肯定的动画片。两人还于1960年获金球奖电视成就奖，1983年又获太平洋广播先锋金艾克奖，1987年获广播音乐公司先锋奖，1988年获艾里斯奖年度人物奖、国际授权业协会终身成就奖、电视艺术与科学学院董事奖和杰基·库根奖青年娱乐电影杰出成就奖，1989年获辛辛那提大学音乐学院和广播事务管理学院颁发的弗雷德里克··齐夫奖通讯传播杰出成就奖。此外，两人于1976年入选好莱坞星光大道，还曾多次获安妮奖:170和多种环境奖，1994年入选电视名人堂前，两人还获得过其它多项荣誉。:1712005年3月，电视艺术与科学学院和华纳兄弟动画公司在位于北好莱坞的电视艺术与科学学院名人堂广场立起雕塑墙，向巴伯拉和汉纳致敬。
1992年，巴伯拉结识流行音乐家迈克尔·杰克逊，杰克逊是狂热的动画影迷，巴伯拉本想让他在《汤姆猫与杰里鼠：大电影》中献唱，但最终未能实现。巴伯拉画出五张《猫和老鼠》的素描并签名送给杰克逊，后者也送给巴伯拉一张自己和侄女妮可（Nicole）的照片并签名，上面还留有这样的字句：“致我过去、现在和未来的英雄，万分感谢您给儿童时代的我送来这么多的动画朋友。他们就是我的一切——迈克尔”。:236–237

## 扩展阅读
- Cawley, John; Jim Korkis. . Las Vegas, NV: Pioneer. 1990. ISBN 1-55698-269-0.
- Erickson, Hal. . Jefferson City, NC: McFarland & Company. 1987. ISBN 0-7864-0029-3.
- Horn, Maurice. . New York, NY: Chelsea House Publishing. 1980. ISBN 0-87754-088-8.
- Lenburg, Jeff. . New York, NY: Chelsea House. 2011. ISBN 1-60413-837-8.
- Mallory, Michael. . Englewood, NJ: Universe. 1987. ISBN 0-88363-108-3.
- Maltin, Leonard. . New York, NY: New American Library. 1987. ISBN 0-452-25993-2.